# Fujimi, Saitama
Fujimi (japanska: 富士見市?, Fujimi-shi) är en stad i Saitama prefektur i Japan. Staden fick stadsrättigheter 1972.